# Aleksandr Bublik
Aleksandr Bublik (în rusă Александр Станиславович Бублик; n. 17 iunie 1997) este un jucător kazah de tenis de origine rusă. Cea mai înaltă poziție în clasamentul ATP la simplu este locul 23 mondial, în februarie 2024, iar la dublu locul 47 mondial, în noiembrie 2021.
În noiembrie 2016, Bublik a anunțat că își va schimba cetățenia din cea a țării sale natale, Rusia, în Kazahstan, după ce a primit sprijin din partea Federației de Tenis din Kazahstan, sprijin  pe care Federația Rusă de Tenis nu i l-a oferit. Din 2019, Bublik a fost finalist în patru finale de simplu ATP Tour și a obținut cel mai mare succes la un Grand Slam la Openul Francez din 2021 ca finalist în prima sa finală de dublu din carieră alături de partenerul Andrei Golubev.